# Dassoungboho
Dassoungboho est une localité du Nord de la Côte d'Ivoire, et appartenant au département de Korhogo, Région des Savanes. La localité de Dassoungboho est un chef-lieu de commune.
L’installation du premier sous-préfet de Dassoungboho  a eu lieu le lundi, 30 janvier 2017, dans une ambiance du terroir. En plus des populations venues massivement, la cérémonie a connu la présence de guides religieux et coutumier. Il s'agit de M. Mamadou Tesse Coulibaly.